# Andrea Corr
Andrea Jane Corr MBE (født 17. maj 1974) er en irsk musiker, sangskriver og skuespiller. Corr debuterede i 1990 som forsanger for den keltiske folkrock- og popgruppe The Corrs sammen med sine tre ældre søskende Caroline, Sharon og Jim. Udover at være forsanger spiller hun også tinwhistle, ukulele og klaver.
Sammen med de andre har Corr udgivet seks studiealbum, to opsamlingsalbum, et remix album og to livealbum. Andrea har også haft en solokarriere; hendes debutalbum, Ten Feet High, udkom i 2007, og det var langt fra samme genre som The Corrs, idet det var mere dance-poporienteret. Hendes næste album blev udgivet den 30. maj 2011, og det bestod udelukkende af coverversion af sange, som var vigtige for hende, da hun var yngre.
Andrea har været involveret i mange velgørenhedsorganisationer og aktiviteter i forbindelse hermed. Hun har spillet velgørenhedskoncerter for at indsamle penge til Pavarotti & Friends Liberian Children's Village, Freeman Hospital i Newcastle upon Tyne, England, ofrene for bombeangrebet i Omagh i Nordirland og The Prince's Trust i 2004. Hun er ambassadør for Nelson Mandelas "46664"-kampagne, der søger at øge opmærksomheden om HIV og AIDS i Afrika. Under Live 8 i Edinburgh den 2. juli 2005 optrådte The Corrs med "When the Stars Go Blue" sammen med Bono for at fremme Make Poverty History-kampagnen. Sammen med sine søskende blev hun udnævnt æres-M.B.E. i 2005 af Elizabeth 2. af Storbritannien for sine bidrag til musik og velgørenhed.

## Tidlige år
Andrea Corr blev født som barn af en leder i lønafdelingen i det irske Electricity Supply Board (E.S.B.), og hans hustru Jean, der var hjemmegående. Hun er den yngste af de fire Corr-søskende. Familien blev opfostret i Dundalk, Irland. Gerry og Jean havde deres eget band, Sound Affair, som spillede ABBA- og The Eagles-sange på lokale pubber i Dundalk, hvor de ofte tog deres børn med.
Hendes forældre opfordrede hende til at lære at spille et instrument, og Andra begyndte derfor at spille blikfløjte, og hendes far lærte hende at spille klaver. Op igennem deres teenageår øvede hun og hendes søskende sig ofte i Jims soveværelse i et hus de havde lejet. Andrea sang og Sharon spillede violin, mens både Caroline og Jim spillede keyboard. Andrea deltog i skuespil, der blev opført på hendes skole Dun Lughaidh Convent i Dundalk.

## Karriere

### The Corrs
I 1990 dannede Corr og hendes søskende en kvartet kaldet The Corrs. Deres karriere begyndte i 1991, hvor de gik til audition på filmen The Commitments, hvor Andrea fik rollen som Sharon Rabbitte, der havde replikker. Hendes søskende fik mindre roller som musikere. John Hughes bemærkede kvartetten ved deres audition, og han indvilligede i at blive deres manager. The Corrs skrev kontrakt med Atlantic Records i 1995 og rejste til Nordamerika, hvor de indspillede deres første album, Forgiven, Not Forgotten. Albummet indeholdt seks instrumentalnumre samt en række keltisk inspirerede sange. Ved udgivelsen blev det en succes i Irland, Australien, Japan og Spanien. Det solgte platin i Storbritannien og Australien og firedobbelt platin i Irland, hvor det blev en af de mest succesrige debutalbums af en irsk gruppe.
Efter succesen med debutalbummet udgav gruppen Talk on Corners og In Blue i henholdsvis 1997 og 2000. Oprindeligt fik Talk on Corners en lunken modtagelse, indtil den blev genudgivet i en remixet version, hvorefter den toppede hitlisterne i mange lande og solgte platin i både Storbritannien og Australien. Med albummet In Blue ændrede gruppen sig bort fra deres keltiske rødder og over mod en mere mainstream poplyd med stor vægt på elektroniske synthesizere. Det blev en stor succes, og det debuterede som nummer 1 på albumhitlisterne i Storbritannien, Irland, Australien, Tyskland, Schweiz og Østrig, og det debuterede som nummer 2 i Frankrig og Norge. I Sverige og Spanien nåede det også helt op på førstepladsen i den anden uge på hitlisterne.
Under indspilningen af In Blue døde gruppens mor, Jean, mens hun ventede på en lungetransplantation på Freeman Hospital i Newcastle, England. Hun blev begravet på St. Patrick's kirkegård i Dundalk. Bono, Larry Mullen, Brian Kennedy og Paul Brady var blandt deltagerne ved begravelsen. "No More Cry" blev skrevet af Andrea og Caroline Corr til albummet, og den blev dedikeret til deres far i håb om, at det kunne hjælpe ham med hans sorg.
I 2003 indspillede Andrea sangen "Time Enough For Tears", der var skrevet af Bono og Gavin Friday til filmen In America. Nummeret blev udgivet på The Corrs' album Borrowed Heaven i 2004. Borrowed Heaven blev dedikeret til deres afdøde mor, Jean, og deres far, Gerry. Gruppen dedikerede også Home til deres afdøde mor. Bandet indspillede coverversioner af mange irske sange, der blev taget fra deres mors sangbog, for at mindes deres 15 års jubilæum som band.
I et interview med Chris Evans i juni 2015 bekræftede Andrea at The Corrs arbejdede på et nyt album, og at de ville spille til BBC Radio 2's festival Live in Hyde Park. Deres sjette studiealbum, White Light, blev udgivet den 27. november 2015, og blev fulgt op af en turne.

### Solokarriere
The Corrs blev sat på pause i 2005 for at give hendes søskende mulighed for at stifte familie, og Andrea startede en solokarriere. Hun udgav sit første soloalbum, Ten Feet High, den 25. juni 2007. Det blev produceret af Nellee Hooper, som tidligere havde arbejdet med Gwen Stefani og Madonna; Bono var executive producer. Hendes første single, "Shame on You", var en up-tempo popsang om mænd og kvinder, der går i krig og efterlader deres partnere derhjemme, selvom de måske aldrig ser dem igen. Albummet modtog positive anmeldelser fra musikkritikerne; IndieLondon beskrev sangen som en "lækker pakke" der var "poleret, velproduceret og med et budskab der var svært at ignorere". Losing Today's David Adair gav sangen en god anmeldelse, og skrev at Corrs vokal var mere "sprød og opløftende". Liverpools Daily Post gav sangen tre stjerner og skrev at den "bedragerisk optimistisk", hvilket skjulte dets "tunge budskab om værnepligt og krig".
Den 10. april 2009 annoncerede Andrea i Claudia Winklemans radioprogram på BBC Radio 2, at hun ville udgive et nyt album med gamle sange og coverversioner. Hun fortalte, at hun var skuffet over debutalbummet fra 2007, og over at det ikke havde fået den kommercielle succes, som hun havde håbet på. Hun talte også om sine oplevelser som skuespiller i teaterstykket Dancing at Lughnasa og, hvordan det havde givet hende håb om kommende projekter, inklusive hendes andet soloalbum med "gamle sange".
I slutningen af januar 2011 blev det annonceret, at det ny album ville blive udgivet i den "tidlige sommer", og en coverversion af John Lennons "Number 9 Dream" blev gjort tilgængelig som online download. Lifelines udkom den 30. maj. I sommeren 2012 genindspillede hun "Pale Blue Eyes" (som først havde optrådt på Lifelines) med den tyske elektroniske musiker Christopher von Deylen, der er kendt fra sit alias Schiller. den blev udgivet i Tyskland den 5. oktober på Schillers album Sonne.

### Skuespil
Andrea Corr startede som skuespiller i 1997 med Alan Parkers film, The Commitments, hvor hun havde rollen som Sharon Rabbitte. I 1996 instruerede Parker en filmversion af rockoperaen Evita med Madonna og Jonathan Pryce. Han var så opsat på at få Andrea med i filmen, at han castede hende som Juan Perons elskerinde. Corr lagde sangstemme til Kayley i Warner Brothers' første fuldt animerede film, Det Magiske Sværd - Jagten På Camelot, fra 1998.
Corr vendte tilbage til skuespil i 2003, da hun blev castet som Anne i The Boys from County Clare. Filmen blev ikke en kommerciel succes, men hun vandt Film Discovery Jury Award for bedste skuespillerinde ved US Comedy Arts Festival og blev nomineret til prisen for bedste skuespillerinde ved IFTA Awards. Under The Corrs' pause medvirkede Andrea i kortfilmen The Bridge i 2005, Broken Thread i 2006 og Pictures i 2009. Corr spillede Christina i teaterstykket Dancing at Lughnasa, der blev sat op på Old Vic i London, og spillede fra februar til maj 2009.
Hun spillede titelrollen i Jane Eyre af Alan Stanford, da det blev sat op på Gate Theatre i Dublin, hvor premieren var den 9. november 2010.

## Velgørenhed
Andrea Corr og hendes søskende har spillet velgørenhedskoncerter for at samle penge ind til Pavarotti & Friends Liberian Children's Village, Freeman Hospital i Newcastle, ofrene for bombeangrebet i Omagh i Nordirland og The Prince's Trust i 2004. De er også ambassadører for Nelson Mandelas "46664"-kampagne, hvor de har spillet koncerter for at øge opmærksomheden om AIDS i Afrika. Ved Live 8 i Edinburgh den 2. juli 2005 optrådte The Corrs med "When the Stars Go Blue" sammen med Bono for at promovere kampagen Make Poverty History. Som anerkendelse for deres velgørenhedsaktiviteter blev The Corrs gjort til æresmedlemmer af Order of the British Empire i 2005 af dronning Elizabeth 2. af Storbritannien.
Corr deltog også i en hyldestsingle til det nu afdøde medlem af The Dubliners, Ronnie Drew, kaldet "The Ballad of Ronnie Drew". Sangen blev udgivet edn 19. februar 2008, og blev fremført af et stort antal berømte irske musikere, der inkluderede medlemmer af U2, Sinéad O'Connor Christy Dignam fra Aslan, Robert Hunter fra Grateful Dead, der skrev sangen, Kíla, Christy Moore, Moya Brennan, Shane MacGowan, Bob Geldof, Damien Dempsey, Gavin Friday, Iona Green, Jerry Fish, Paul Brady, Paddy Casey, Mick Pyro, Mundy, Chris de Burgh, Ronan Keating, Jack L, Eleanor Shanley, Mary Black, Declan O'Rourke, Mary Coughlan, Joe Elliott fra Def Leppard, The Dubliners selv samt The Chieftains.
Sangen blev oprindeligt skrevet til, at Drew selv skulle medvirke, men den blev ændret til en hyldestsang som følge af hans stadig dårlige helbred, der forhindrede ham i at medvirke under indspilningerne. Indtægterne fra salget af singlen blev givet til The Irish Cancer Society på Drews egen anmodning. Sangen blev fremført live til The Late Late Show der blev sendt på RTÉ Entertainment den 22. februar med Ronnie Drew blandt tilskuerne, og den debuterede som nummer 2 på Irish Single Charts og toppede som nummer 1.
Den 10. oktober 2010 bidrog Corr sammen med flere andre kunstnere til Kirsty MacColl hyldestkoncert, der blev afholdt på Shepherd's Bush Empire for at mindes MacColls fødselsdag og indsamle penge til velgørenhed. Hun skrev og fremførte sangen "Oh Brother" på albummet Music of Ireland – Welcome Home fra samme år, der også udkom som DVD.
Den 30. november 2012 støttede hun Kate Winslets Golden Hat Foundation sammen med Tim Janis, Sarah McLachlan, Loreena McKennitt, Hayley Westenra, ved at optræde under koncerten "The American Christmas Carol" i Carnegie Hall.

## Privatliv
Corr er gift med Brett Desmond, der er formand for en hedgefond og søn af milliardæren Dermot Desmond. De blev gift i St Joseph's Church i Milltown Malbay, County Clare, Irland, 21. august 2009. Corr er praktiserende romersk katolik og beder før sine optrædener, modsat hendes ældre søster Sharon, der ikke er religiøs.
Sharon Corr og Caroline Corr sang "No Frontiers" ved brylluppet, og Damien Dempsey, Sharon Shannon og Seamus Begley optrådte på scenen i kirken ligesom Corr selv gjorde. I november 2011 blev Corrs første graviditet offentliggjort. Corr fødte datteren Jean den 28. april 2012, og den 4. januar 2014 fødte hun sønnen Brett Jr.

## Diskografi

### Med The Corrs
- Forgiven, Not Forgotten (1995)
- Talk on Corners (1997)
- In Blue (2000)
- Borrowed Heaven (2004)
- Home (2005)
- White Light (2015)
- Jupiter Calling (2017)

### Solo
| År   | Album detaljer                                                                                        | Højeste hitlisteplacering | Højeste hitlisteplacering | Højeste hitlisteplacering | Højeste hitlisteplacering | Højeste hitlisteplacering | Højeste hitlisteplacering | Højeste hitlisteplacering | Højeste hitlisteplacering | Højeste hitlisteplacering |
| År   | Album detaljer                                                                                        | IRE                       | IRE Indie                 | AUS                       | FRA                       | GER                       | NDL                       | SPA                       | SWI                       | UK                        |
| ---- | --- | ------------------------- | ------------------------- | ------------------------- | ------------------------- | ------------------------- | ------------------------- | ------------------------- | ------------------------- | ------------------------- |
| 2007 | Ten Feet High - Udgivet: 22. juni 2007 - Pladeselskab: Atlantic - Formater: CD, digital download      | 24                        | –                         | 98                        | 128                       | 86                        | 84                        | 9                         | 42                        | 38                        |
| 2011 | Lifelines - Udgivet: 29. maj 2011 - Pladeselskab: AC Records - Formater: CD, CD+DVD, digital download | 40                        | 9                         | –                         | –                         | –                         | –                         | –                         | –                         | 48                        |

### Singler
| År   | Sang                                             | Højeste hitlisteplacering | Højeste hitlisteplacering | Højeste hitlisteplacering | Album             |
| År   | Sang                                             | IRE                       | SPA                       | UK                        | Album             |
| ---- | ------------------------------------------------ | ------------------------- | ------------------------- | ------------------------- | ----------------- |
| 2006 | "All I Have to Do is Dream" (med Laurent Voulzy) | –                         | –                         | –                         | La Septième Vague |
| 2007 | "Shame on You"                                   | 43                        | 20                        | 108                       | Ten Feet High     |
| 2007 | "Champagne from a Straw"                         | –                         | –                         | –                         | Ten Feet High     |
| 2011 | "Tinseltown in the Rain"                         | –                         | –                         | –                         | Lifelines         |
| 2011 | "Pale Blue Eyes" / "Blue Bayou"                  | –                         | –                         | –                         | Lifelines         |

## Filmografi
| Year | Title                      | Role                    |
| ---- | -------------------------- | ----------------------- |
| 2009 | Pictures                   | Donna                   |
| 2006 | Broken Thread              | Lily                    |
| 2005 | The Bridge                 | Mary                    |
| 2003 | The Boys from County Clare | Anne                    |
| 1998 | Quest for Camelot          | Kayley (sangstemme)     |
| 1996 | Evita                      | Juan Peron's elskerinde |
| 1991 | The Commitments            | Sharon Rabbitte         |